# أشرف عبد الشافي
أشرف عبد الشافي هو روائي وصحفي، ولد في 29 يوليو 1969، بمحافظة المنيا في مصر، يعمل حاليا مديرا للتحرير بجريدة الأهرام المصرية، متزوج من الشاعرة ناهد السيد.

## أعماله
نشرت له عدة أعمال إبداعية، أهمها البغاء الصحفي، ويتكون من جزئين (البغاء الصحفي (فودكا: البغاء الصحفي 2)، والذي يعد تأريخا لحالة مصر في 2011، بعد تراجع مواقف النخب الإعلامية والثقافية والسياسية التي غيّرت خطابها بعد«ثورة 25 يناير»، من خطاب داعم لنظام الرئيس السابق حسني مبارك، إلى خطاب يندد به، وصدر الجزء الأول عن دار ميريت، في 2012. أما الجزء الثاني فصدر عن دار مقام في 2015.
صدرت له أيضا مجموعة قصصية تحت عنوان "منظر جانبي" عام 2003، و"ودع هواك"، عام 2009، عن دار ميريت للنشر والتوزيع، والذي يعد شهادة إبداعية عن الواقع الحزبى في مصر، وله أيضا كتاب «صلاة الجمعة» الذي يتناول مجموعة من المقالات عن جماعة الإخوان المسلمين، منها «أنا كافر، جمعية أم رزق، سجائر وسينما في مذكرات مرشد الجماعة، صلاة الجمعة، ارتد ملابسك يا عريان»، وكانت آخر كتبه «المثقفون وكرة القدم»، والذي نشر عام 2017، عن دار صفصافة للنشر.

## حياته الخاصة
متزوج من الشاهرة ناهد السيد، وله بنتان هن ضحى، وشيري.